# Santa Ana (Anzoátegui)
Pour les articles homonymes, voir Santa Ana.
Santa Ana ou Santa Ana de Orocopiche est une ville du Venezuela, chef-lieu de la municipalité de Santa Ana dans l'État d'Anzoátegui. Autour de la ville s'articule la division territoriale et statistique de Capitale Santa Ana.

## Histoire
La ville est fondée par José Jurado le 19 mai 1735.

## Personnalités liées
- Juan Antonio Sotillo (1790-1874) : militaire, né et décédé à Santa Ana.